# Eden Project
Eden Project – ogród botaniczny w Wielkiej Brytanii, w hrabstwie Kornwalia, położony 3 km od St Austell – największego miasta hrabstwa, stworzony w wyeksploatowanym wyrobisku kaolinu. Zgromadzono tu 18 tys. gatunków roślin z kilku stref klimatycznych świata. Obiekt odwiedza corocznie 1,2 mln osób.

## Budowa ogrodu

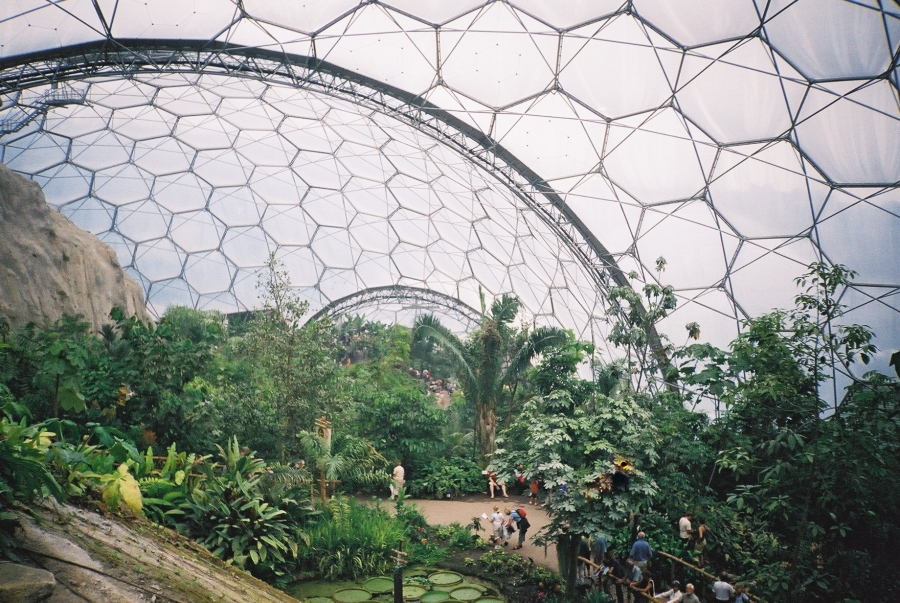
Biom tropikalny

Zasadniczą częścią jest budowla składająca się z przepuszczających światło kopuł, w której hodowane są rośliny ze wszystkich części świata. Całość podzielona jest na dwa środowiska: biom tropikalny wilgotny i biom tropikalny suchy. W obu panują warunki cieplne i wilgotnościowe sprzyjające rozwojowi roślin z ciepłych stref klimatycznych: podrównikowej i zwrotnikowej.
Kopuły wykonane są z kilkuset sześciokątnych na wpół przezroczystych plastikowych plastrów mających zdolność przepuszczania wilgoci i powietrza. Autorem pomysłu jest Tim Smit, a projekt wykonał brytyjski architekt Nicholas Grimshaw. Projekt zrealizowano w dwa lata i 3 miesiące, a oddano do dyspozycji publicznej 17 marca 2001.

## Biomy
- Biom wilgotny tropikalny, uznany za największą szklarnię świata, zajmuje powierzchnię 1,3 hektara, ma 55 m wysokości i 200 m długości. Rosną tam m.in. bananowce, bambusy.
- Biom suchy ma powierzchnię 0,6 ha i 135 m długości. Rosną tam m.in. oliwki, winogrona i inne rośliny strefy podzwrotnikowej.
- Biom zewnętrzny to część ekspozycji na świeżym powietrzu. Łagodny klimat kornwalijski pozwala na rozwój roślin strefy śródziemnomorskiej – uprawia się tam m.in. herbatę, lawendę.

## Aspekt edukacyjny

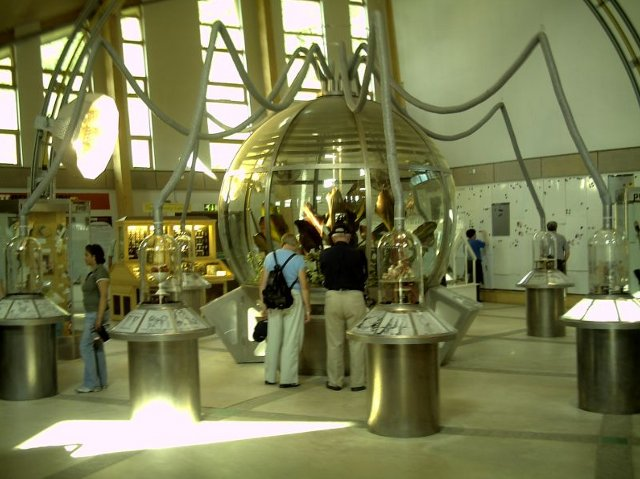
Plant – engine

Eden Project pomyślany jest nie tylko jako ogród botaniczny, ale również jako instytucja edukacyjna. Jej zadaniem jest pokazać relacje zachodzące w naturze i uczulić odbiorcę na ekologiczne aspekty życia na Ziemi. W dobudowanej w 2007 roku części zwanej The Core pokazane są różne punkty widzenia natury i ekologii, często w kontrowersyjny sposób. Jest tu np. roślina-maszyna pokazująca uniwersalny wpływ roślin na środowisko, a także podobne eksponaty.